# Eriotheca bahiensis
Eriotheca bahiensis är en malvaväxtart som beskrevs av M.C.Duarte och G.L.Esteves. Eriotheca bahiensis ingår i släktet Eriotheca och familjen malvaväxter. Inga underarter finns listade i Catalogue of Life.